# Mkoma
Mkoma è una circoscrizione mista (mixed ward) della Tanzania situata nel distretto di Rorya, regione del Mara. Conta una popolazione di 17 132 abitanti (censimento 2012).